# NGC 3971
NGC 3971 је лентикуларна галаксија у сазвежђу Велики медвед која се налази на NGC листи објеката дубоког неба.
Деклинација објекта је + 29° 59' 45" а ректасцензија 11h 55m 36,3s. Привидна величина (магнитуда) објекта NGC 3971 износи 12,8 а фотографска магнитуда 13,8. NGC 3971 је још познат и под ознакама NGC 3984, UGC 6899, MCG 5-28-47, CGCG 157-54, PGC 37443.